# Near video on demand
Il near video on demand (sigla NVOD; letteralmente in inglese "vicino al video su richiesta") è una modalità di offerta televisiva di prodotti a utilità ripetuta, come ad esempio i film: l'utente ha a disposizione un numero ampio di canali che trasmettono a intervalli regolari, in qualsiasi orario del giorno, sempre lo stesso programma. Così chi è interessato può scegliere il momento migliore per acquistare e consumare il singolo prodotto. NVOD è quindi una modalità di schedulazione dei programmi a metà tra palinsesto e su richiesta. Un programma viene riproposto sullo stesso canale con intervalli di 15 minuti, mezz'ora o due ore consentendo all'utente di scegliere l'orario di inizio del programma in base alle proprie esigenze. Si ricollega al concetto di video on demand, ma con una tempistica non completamente libera.